# Josef Auštěcký
Josef Auštěcký (17. května 1827 Mlazice u Mělníka – 23. července 1871 Praha-Nové Město) byl český učitel, redaktor odborných publikací, spisovatel a překladatel. Vyučoval postupně v bohatých rodinách, na gymnáziu v Uherské Skalici, reálce a vyšší dívčí škole v Praze. Redigoval Šafaříkův Německo-český slovník vědeckého názvosloví, psal povídky a pedagogické články, byl prvním redaktorem časopisu Beseda učitelská, posmrtně vyšla jeho učebnice němčiny. Celý život zápasil s hmotným nedostatkem. Byl oceňován jako příkladný a svědomitý veřejně činný učitel. Někdy je uváděn s příjmením Auštecký, Austecký nebo Ouštecký. Učitelem a překladatelem byl i jeho nejstarší syn Josef Auštěcký ml. (1864–1930), s nímž je někdy zaměňován.

## Život

### Mládí a studium
Bohatým zdrojem informací o dětství a mládí je jeho vlastní životopis, ukončený rokem 1861, který vycházel na pokračování v časopise Beseda učitelská krátce po jeho smrti. Narodil se 17. května 1827 v Mlazicích u Mělníka jako jedno z deseti dětí chudého krejčího. Finanční poměry rodiny se poněkud zlepšily, když otec získal do vlastnictví vinici, ovšem na zajištění tak početné rodiny to nestačilo. Děti byly od útlého věku vedeny k pracovitosti, píli a snaživosti.
Do čtrnácti let žil s rodiči. Otec by mu byl rád dopřál vzdělání, ale studoval už starší bratr Jan a peněz pro oba se nedostávalo. Příležitost se naskytla až roku 1841, kdy na přímluvu bratra získal místo v chrámovém sboru v Litoměřicích. Nastoupil tam také do 2. ročníku německé hlavní školy. Začátky byly krušné – německy téměř neuměl, protože do té doby se učil na místní škole jen v češtině. Vedle studia si přivydělával výukou hry na housle a později také doučováním mladších žáků. Velkým úsilím se zdokonalil v němčině tak, že v následujícím školním roce už byl zmiňován jako nejlepší mezi stovkou žáků. To mu otevřelo možnost studia na litoměřickém gymnáziu.
Na gymnáziu dobře prospíval, mimo jiné proto, že už byl starší a zkušenější než spolužáci. Aby nemusel žádat rodiče o podporu, vydělával si nadále doučováním. To si oblíbil natolik, že v něm uzrála myšlenka, stát se v dospělosti středoškolským profesorem. Hrál také na varhany a učil se soukromě francouzsky. Protože s bratrem Janem měli k životu dostatek peněz, rozhodli se pomoci mladším bratrům Františku a Václavovi, aby také mohli studovat s nimi v Litoměřicích. Postihla je ale tragédie – František již r. 1847 ve třetím ročníku gymnázia zemřel a v roce 1851 ho následoval nejstarší Jan.
Postupně si začal uvědomovat, že by se měl zdokonalovat v češtině, která byla tehdy na litoměřických školách okrajová. Spolu s několika spolužáky vytvořil čtenářský spolek a v letech 1846–48 v něm působil jako neformální knihkupec, který nakupoval české knihy a prodával je kolegům. Soukromě také učil česky několik místních německých studentů, a to s pomocí báchorek Boženy Němcové. Roku 1849 se přestěhoval do Prahy, kde absolvoval poslední ročníky gymnázia.
Po maturitě odmítl nabídku, vstoupit do kněžského semináře, protože se chtěl dál vzdělávat. V letech 1851–53 navštěvoval pražskou filosofickou fakultu, kde se věnoval převážně češtině, matematice, fyzice, vychovatelství a filosofii; ke své škodě si ale nevybral specializaci, z níž by mohl složit učitelské zkoušky. V Praze se stal soukromým učitelem v rodině Pavla Josefa Šafaříka, který mu svěřil redakci svého Německo-českého slovníku vědeckého názvosloví (1853). Pro Petra Mužáka prováděl jazykovou korekturu učebnice „měřického rýsování“ (1854). Kvůli velkému zaneprázdnění a přílišné svědomitosti nepřijal nabízené místo suplujícího gymnazijního učitele, které by ho finančně zajistilo.

### Zaměstnání a veřejná činnost
Roku 1854 byl nucen přerušit studium na fakultě kvůli hmotné nouzi, nemoci a depresi. Rok se věnoval soukromému vyučování. Ve školním roce 1855/56 se vrátil do Prahy jako učitel v Jungmannově ústavu. Byla to pro něj výborná praxe, z níž některé zkušenosti zveřejnil v odborných časopisech, ale velké pracovní zatížení (26 až 28 vyučovacích hodin týdně plus další povinnosti) ho přimělo na toto místo rezignovat. V dubnu 1856 získal místo vychovatele u hraběte Jana Kinského v Chlumci nad Cidlinou. Získal tak dostatek času na přípravu, jak si v té době přál.
Roku 1859 se uvolnila místa učitelů filologie na uherských nižších gymnáziích v Lugoji a Skalici. Auštěcký byl přijat na obě a zvolil si skalické. Plně se věnoval svému povolání. Brzy také s kolegy zjistil špatnou úroveň místní hlavní školy, z níž přicházela většina jejich žáků. Vedli proto s jejími učiteli přátelské debaty a prostřednictvím časopisu Škola a život je seznamovali s novými trendy. Auštěcký v té době také napsal několik článků, týkajících se národního (základního) školství. Nadřízení s ním byli spokojeni a vyhověli jeho žádosti o roční volno k dokončení studia na pražské filosofické fakultě. Tam ale zažil zklamání, detailní studium antických klasiků ho nezaujalo. Jeho zájem se soustředil na metodiku výuky na základních školách, zejména jazyka a matematiky, o nichž v té době psal články. V září 1861 mu ředitel skalického gymnázia sdělil, že škola přechází na vyučování v maďarštině a s jeho dalším pracovním zařazením se nepočítá.
V Praze nejprve přijal místo výpomocného učitele na reálce. Od roku 1865 do konce života vyučoval na vyšší dívčí škole. Nadále publikoval – psal články do časopisů a tvořil učebnice.
Roku 1869 se stal prvním redaktorem nově založeného časopisu Beseda učitelská, týdeníku pro učitele a přátele národního školství.

### Závěr života
Počátkem února 1871 se musel bránit politickým útokům ze strany staročeského listu Pokrok, který mu (a celé Besedě učitelské) vytýkal přílišnou vstřícnost vůči rakouské vládě. V dubnu téhož roku předal kvůli těžké nemoci část redakčních povinností Karlu Bulířovi.
22. července 1871 byl v beznadějném stavu převezen do Všeobecné nemocnice a následujícího dne tam zemřel. Jako příčina smrti byla v matrice uvedena Brightova nemoc. Pohřben byl na Olšanských hřbitovech za účasti žákyň vyšší dívčí školy, mnoha učitelů a členů spolků. Redakci Besedy učitelské po něm plně převzal Karel Bulíř.

## Dílo
Byl známý jako redaktor Šafaříkova Německo-českého slovníku, první redaktor Besedy učitelské a autor řady článků v časopisech. Věnoval se též překladům a tvorbě učebnic.
Knižně vyšly původní práce:
- Krátká mluvnice jazyka německého (1865, 1868)
- Německé čtení pro první třídu vyšších škol dívčích (1865)
- Učebná i cvičebná kniha jazyka německého (posmrtně 1872, s řadou upravovaných reedic až do začátku 20. století, online)

Knižně vydaný překlad:
- Mary Elizabeth Braddon: Diamantová páska (1867, originální název Henry Dunbar, podepsán jako J. L. Ouštecký)

Redakční činnost:
- Německo-český slovník vědeckého názvosloví pro gymnasia a reálné školy (1853, online)
- Petr Mužák: Tvary měřické a sestrojení jejich pomocí kružidla a pravidka (1854)
- Beseda učitelská (periodikum 1869–1871, online)

Články v časopisech:

Přispíval např. do časopisů Lumír (povídky), Škola a život a Světozor. Konkrétně můžeme jmenovat např.:
- Edmond About: Matouš Debay a Leone de Bay (Lumír 28. dubna 1859, překlad z francouzštiny, online)
- O počtářství (Sborník – Kalendář učitelský 1861, online)
- Schovanka (Lumír 7. března 1861, povídka, online)
- Pohádka o silném krejčíku (Lumír 1. června 1865, překlad švýcarské lidové pověsti, online)

## Hodnocení
Auštěcký byl současníky oceňován jako výborný pedagog a upřímný vlastenec. Vykládal jasně a srozumitelně, budil v žácích lásku k učení a práci. Horlivost a svědomitost projevoval i jako redaktor a odborný spisovatel. Byl nezištný, upřímný, s citem pro pravdu a spravedlnost. Jeho život byl plný útrap, musel překonávat množství překážek. S odstupem mu ale vytýkali, že poněkud opomíjel vlastní finance. Jako student filozofie odmítl učitelské místo a později založil rodinu, aniž by se postaral o její důstojný život. Dostal se tak do nesnesitelné tísně, která mu nahlodala zdraví a po jeho smrti způsobila mnoho těžkostí pozůstalým (viz sekci Rodina).
Koncem dubna 1873 mu Beseda učitelská odhalila náhrobek v V. oddělení Olšanských hřbitovů. S ohledem na rodinu zemřelého byl proveden úsporně — tvořil ho podstavec s jednoduchým pískovcovým křížem z dílny Fr. Wurzla. Na pomníku stálo vedle životních dat zemřelého také dvouverší Zdeňka Kolovrata-Krakovského:
V sadě osvěty byl zároveň

štěpař pečlivý a plodný peň.

## Rodina
2. ledna 1864 se ve Strašově u Přelouče (fara Vápno) oženil s 23letou Marií Vlkovou, dcerou hajného z nedaleké Bukoviny. Postupně se jim narodily čtyři děti. Rodina žila zvlášť v posledních měsících ve velké nouzi, oba manželé byli vážně nemocní. Vdova se s dětmi odstěhovala do Olešnice u Chlumce nad Cidinou, ale nepobírala žádnou penzi a byla z velké části odkázaná na ztenčující se podporu dárců, zejména kolegů zemřelého. Největší pomoc jim poskytoval pražský učitel a majitel soukromé školy František Hauser, který přijal poručenství nad nejstarším synem, udržoval o těžkém stavu rodiny povědomí na veřejnosti, vybíral a rozděloval došlé příspěvky. Když vdova počátkem listopadu 1875 zemřela, připadl Hauserovi náročný úkol postarat se o všechny děti.
- Syn Josef Auštěcký mladší[24] (1864–1930)[25] vystudoval pod vedením Františka Hausera reálné gymnázium[23] a učitelský ústav v Praze.[26] Poté vyučoval na měšťanské škole na Vinohradech.[27] V srpnu 1889 byl zmiňován jako účetní revizor konviktu, spolku na podporu studujících dětí učitelů.[28] Roku 1898 mu vyšel český překlad anglické knihy Astronomie od Normana Lockyera.[29] 15. srpna 1892 se oženil s Isabellou Zdeňkovou (1867–???), dcerou středoškolského profesora Jaroslava Zdeňka.[30] Jejich dcera Božena Auštěcká[31] (1896–1924) byla historička a knihovnice,[32] mladší dcera Marie Isa Auštěcká (1898–??) působila jako malířka a středoškolská profesorka.[33] Roku 1921 pravděpodobně pod jménem Isa Auštecká publikovala soubor pohlednic Deset vánočních a novoročních gratulací.[34]
- Dcera Ludmila (popř. Marie Ludmila,[35] 1866–1885) absolvovala vyšší dívčí školu a poté se v Ženském výrobním spolku vyučila švadlenou.[26] Zemřela 21. května 1885 po dlouhé nemoci[36] na tuberkulózu.[37]
- Syn Pavel (též Alois Pavel,[38] 1868–1887) navštěvoval r. 1880 měšťanskou školu v Mělníku.[36] Zemřel 18. srpna 1887 v Mlazicích.[38]
- Nejmladší syn Václav[39] (24. ledna 1871 – ??) dokončil s výborným prospěchem měšťanskou školu v Chlumci nad Cidlinou a roku 1885 byl přijat na pražskou reálku. Strýc, u kterého do té doby bydlel, ho v neutěšeném stavu, s minimem oblečení a bez dalších prostředků, předal do péče Františku Hauserovi. Tomu nezbylo než se obrátit na veřejnost, aby mu pomohla financovat školné a zápisné ve výši 27 zlatých a 70 krejcarů.[40] Jeho další osudy se nepodařilo zjistit.